# 烏当区
烏当区（うとう-く）は中華人民共和国貴州省貴陽市に位置する市轄区。

## 行政区画
下部に5街道、6鎮、2民族郷を管轄する。
- 街道
  - 観渓路街道、新光路街道、新創路街道、竜広路街道、高新路街道
- 鎮
  - 東風鎮、水田鎮、羊昌鎮、下壩鎮、新場鎮、百宜鎮
- 民族郷
  - 新堡プイ族郷、偏坡プイ族郷

## 交通

### 鉄道
- 中国国家鉄路集団
  - 滬昆旅客専用線、貴広旅客専用線、渝貴線、貴開都市間鉄道（中国語版）
    - 貴陽東駅
- 貴陽軌道交通
  - 3号線

### 道路
- 高速道路
  - 銀百高速道路
  - 蘭海高速道路
  - 貴陽環状高速道路